# Circoscrizione Galles
La circoscrizione Galles è stata una circoscrizione elettorale per l'elezione dei membri del Parlamento europeo spettanti al Regno Unito. È stata abolita il 31 gennaio 2020 con l'uscita del Regno Unito dall'Unione europea, ed al momento della soppressione eleggeva 4 deputati.

## Confini
I confini della circoscrizione erano i medesimi del Galles, una delle quattro Nazioni del Regno Unito.